# Lankascincus munindradasai
Espèce
Lankascincus munindradasai est une espèce de sauriens de la famille des Scincidae.

## Répartition
Cette espèce est endémique du Sri Lanka.

## Étymologie
Cette espèce est nommée en l'honneur de D. I. Amith Munindradasa.

## Publication originale
- Mendis Wickramasinghe, Rodrigo, Dayawansa & Jayantha, 2007 : Two new species of Lankascincus (Squamata: Scincidae) from Sripada Sanctuary (Peak Wilderness), in Sri Lanka. Zootaxa, no 1612, p. 1-24.